# Curva di raffreddamento

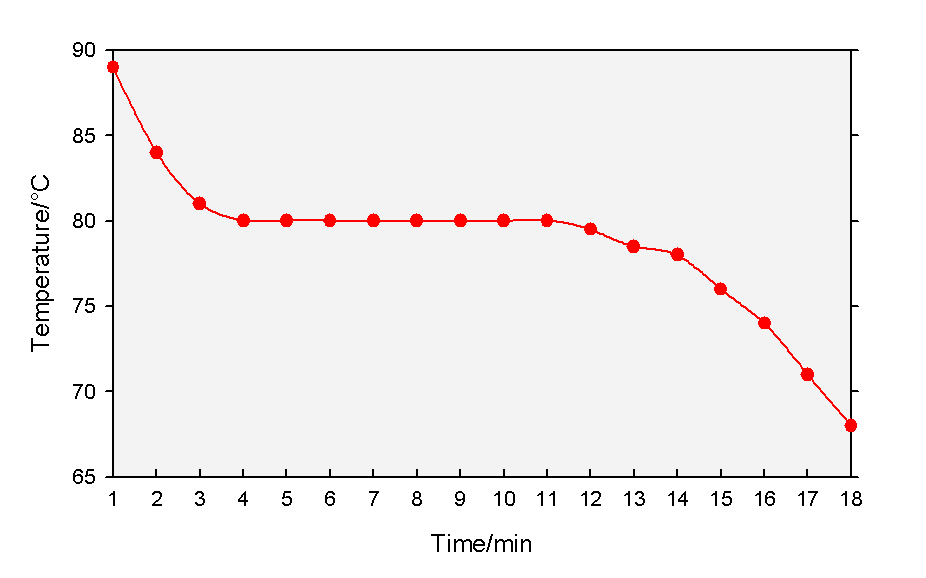
La curva di raffreddamento del naftalene, dallo stato liquido a quello solido.

Una  curva di raffreddamento è una linea su di un grafico che rappresenta la transizione dello stato della materia, solitamente da gas a solido o da liquido a solido. L'asse-x (orizzontale) rappresenta il tempo, mentre l'asse-y (verticale) rappresenta la temperatura. Queste curve trovano largo impiego in chimica e in fisica, e possono essere applicate (in modo fuorviante) alla materia sia per descriverne il riscaldamento, sia il raffreddamento.

## Descrizione
Questi grafici sono utili perché mostrano chiaramente i fenomeni di transizione dello stato della materia. Per spiegare questo dovremo usare l'acqua come esempio. Per prima cosa partiamo con un contenitore sigillato pieno di vapore, le molecole si muovono ad alta velocità, dato che la temperatura si aggira intorno ai 150 °C. Mentre misuriamo la temperatura del gas che si raffredda rapidamente, possiamo vedere che la temperatura scende ad un ritmo che è tipico del calore specifico del vapore; fino a quando non raggiunge i 100 °C, quando la temperatura rimane costante nonostante si continui a togliere calore al sistema. Dopo che si è formata una certa quantità di acqua liquida la temperatura riprende a scendere, in modo proporzionale al calore specifico dell'acqua, e non più del vapore, (i due calori specifici sono differenti), finché la temperatura non torna a stabilizzarsi nuovamente, stavolta a 0 °C. Una volta completata anche questa transizione di fase, la temperatura ricomincia a scendere.
La spiegazione sta nel fatto che fasi differenti della materia corrispondono a diversi livelli energetici. Il vapore a 100 °C ha la stessa temperatura, ma possiede un'energia termica molto maggiore dell'acqua liquida a 100 °C. Lo stesso vale per la transizione da acqua a ghiaccio a 0 °C. Questo perché le molecole di acqua sono molto più libere di muoversi ed espandersi come gas piuttosto che come liquido, e questa libertà di movimento significa che c'è una maggiore energia cinetica associata ad ogni molecola, ed è questa energia che viene trasferita durante la transizione di fase - spiegando perché l'energia apparentemente scompare quando bolliamo l'acqua.

Alcuni esempi di curve di raffreddamento:
1) Sostanza pura senza transizione di fase
2) Sostanza pura o eutettico, con solidificazione alla temperatura T_{f}
3) Lega a miscibilità completa, con solidificazione nell'intervallo di temperature T_{l}-T_{s}
4) Lega a miscibilità parziale, con solidificazione nell'intervallo di temperature T_{l}-T_{E}